# حدية السقف (خيران المحرق)

تعديل مصدري - تعديل

حدية السقف هي إحدى قرى عزلة مسروح بمديرية خيران المحرق التابعة لمحافظة حجة، بلغ تعداد سكانها 209 نسمة حسب تعداد اليمن لعام 2004.